# Мастерс, Сара Луиза
Сара Луиза Мастерс (урожд. Хинчли, англ. Sarah Louise Masters) — новозеландская учёная-химик. Профессор университета Кентербери.

## Биография
Мастерс защитила докторскую диссертацию по теме «Статические и динамические эффекты стерически требовательных лигандов» в Эдинбургском университете под руководством Дэвида Рэнкина.
Затем Мастерс перешла в Школу физико-химических наук Кентерберийского университета, где в 2023 году стала профессором. Некоторое время была президентом Новозеландского института химии.
Специализируется на исследовании структуры веществ в переходных состояниях.
В 2019 году она провела мероприятия по всей стране в ознаменование 150-летия периодической таблицы Менделеева.

## Награды
Мастерс является членом Королевского химического общества и членом Новозеландского института химии.